# Stichting Mechanische Registratie en Administratie
De Stichting Mechanische Registratie en Administratie (SMRA) was de organisatie die het ledenbestand onderhoudt van de Protestantse Kerk in Nederland (PKN). 
De stichting was oorspronkelijk opgericht in 1951, voor het bijhouden van het ledenbestand van de Nederlandse Hervormde Kerk. In de loop van de tijd maakten ook steeds meer Gereformeerde Kerken in Nederland van de SMRA gebruik, en sinds 2002 hield de SMRA ook de landelijke ledenregistratie van de Evangelisch-Lutherse Kerk bij. Sinds de fusie van de drie kerken tot de PKN in 2004 verzorgt de SMRA het ledenbestand van dit nieuwe kerkverband.
Omdat sinds 1994 de SMRA geen gegevens via de GBA kon ontvangen is een zusterorganisatie opgericht: de Stichting Interkerkelijke Ledenadministratie (SILA). Nadat de SILA langere tijd gebruik had gemaakt van de systemen en kennis van de SMRA, verhuisde de SILA als zelfstandige organisatie in 2006 van Delft naar Bennekom.
Voor het bijhouden van het gehele ledenbestand, zowel de landelijke als de lokale, maakt de SMRA gebruik van twee bronnen:
- Gegevens uit de Gemeentelijke Basisadministratie, die door de SILA aan de SMRA wordt toegespeeld
- De bij de SMRA aangesloten kerken die hun kerkelijke gegevens aan de stichting doorgeven

Omdat behoefte was aan een nieuw ledenregistratiesysteem heeft de PKN in 2004 besloten een nieuw (bestaand) programma te laten ontwikkelen. Een deel van de kosten zou door onder andere het vervallen van functies bij de SMRA worden terugverdiend. Omdat het bestelde programma midden 2006 nog niet compleet was én de kosten van aanschaf hoger waren werd een onderzoek gestart. Dit resulteerde in een synodebesluit op 24 november 2006 en het overnemen van de SMRA door de Protestantse Kerk in Nederland. Naar buiten toe werkt de SMRA nog door onder de 'oude' naam. In juli 2008 werd duidelijk dat het nieuwe programma van de PKN niet geschikt was voor de kerkelijke ledenregistratie. De kosten waren inmiddels opgelopen tot meer dan vijf miljoen euro. 
Daarna werd besloten om de ledenregistratiesysteem opnieuw te laten bouwen door een Rotterdams softwarebedrijf. Sinds 2010 draait dit programma met de naam LRP met succes.
De SMRA is overgegaan in het hoofdkantoor van de PKN in Utrecht als afdeling LRP.
De SMRA kende eigen softwareprodukten waaronder LKL en Baruch (kerkelijke ledenadministratie) en PenNet PC (een programma voor pensioenfondsen). 
De SMRA was ruim 50 jaar als organisatie gehuisvest in Delft. Eerst was dat aan de Röntgenweg. Maar op woensdag 12 februari 1975 werd dat pand door brand verwoest. SMRA verhuisde toen naar de kantoorpanden langs de A13. 
In 1986 werd het geheel nieuwe gebouw aan de Motorenweg in gebruik genomen. Daar was de SMRA gevestigd tot als organisatie werd opgeheven en werd geïntegreerd met de PKN organisatie in Utrecht. Dat was medio 2010.